# Demareta
Demareta (Demarete, Δημαρέτη), filla del tirà Teró d'Agrigent. Es va casar amb Geló I de Siracusa. Segons Diodor de Sicília va influir en el seu marit per concedir la pau als cartaginesos en termes tous, després de la derrota púnica a Hímera (480 aC) i que aquests, en pagament del seu servei li van enviar una valuosa corona valorada en 100 talents, de la que es va treure una peça que fou anomenada Damaretion en honor d'aquesta. Després de la mort de Geló segons Píndar es va casar amb al seu successor Polizel (Polyzelus, però el successor fou Trasibul).